# Mlohave kitoribe
Mlohave kitoribe (lat. Cetomimidae), porodica malenih riba iz razreda zrakoperki koje žive u dobikim morima. Tijelom podskećaju na kita, zbog čega su i prozvane whalefishes; a karakteristiočna su im i velika usta. Najveći primjerak riba iz ovog reda dostiže svega 40 centimetara dužine. 
Porodica je nekada uključivana u sada nepriznati red Cetomimiformes, danas Beryciformes.

## Rodovi
1. Ataxolepis Myers & Freihofer, 1966
2. Cetichthys Paxton, 1989
3. Cetomimoides Koefoed, 1955
4. Cetomimus Goode & Bean, 1895
5. Cetostoma Zugmayer, 1914
6. Danacetichthys Paxton, 1989
7. Ditropichthys Parr, 1934
8. Eutaeniophorus Bertelsen & Marshall, 1958
9. Gyrinomimus Parr, 1934
10. Megalomycter Myers & Freihofer, 1966
11. Mirapinna Bertelsen & Marshall, 1956
12. Notocetichthys Balushkin, Fedorov & Paxton, 1989
13. Parataeniophorus Bertelsen & Marshall, 1956
14. Procetichthys Paxton, 1989
15. Rhamphocetichthys Paxton, 1989
16. Vitiaziella Rass, 1955